# Colleen O’Shaughnessey

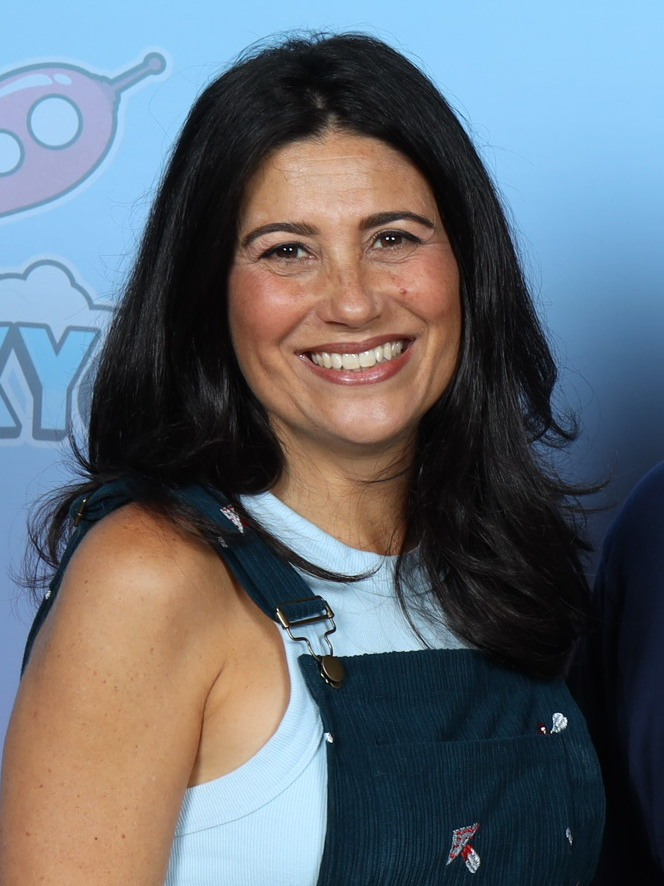
Colleen O’Shaughnessey, 2023

Colleen O’Shaughnessey (* 15. September 1971 in Grand Rapids, Michigan, USA) ist eine US-amerikanische Synchronsprecherin. Sie wurde als die Synchronstimme der Comicfigur Sora Takenouchi im Anime Digimon, als Wasp in Die Avengers – Die mächtigsten Helden der Welt sowie als Ino Yamaka im Anime Naruto bekannt. Sie ist die aktuelle Stimme von Miles „Tails“ Prower im Sonic-the-Hedgehog-Franchise.

## Leben
O’Shaughnessey wurde am 15. September 1971 in Grand Rapids in Michigan geboren. Sie erwarb einen BA-Abschluss in Musik- und Theaterwissenschaften an der University of Michigan.
Bekannt wurde sie als Synchronsprecherin von Sora Takenouchi in der ersten und zweiten Digimon-Staffel, Jazz Fenton in Danny Phantom, Ino Yamaka und Konohamaru Sarutobi in Naruto, Nelliel Tu Odelschwanck in Bleach und Janet Van Dyne/Wasp in Die Avengers – Die mächtigsten Helden der Welt.
Sie arbeitete auch für die Videospiel-Industrie: sie sprach Genis Sage in Tales of Symphonia und KOS-MOS in Xenosaga Episode II: Jenseits von Gut und Böse. Sie ist Sprecherin des Sonic Charakters Miles „Tails“ Prower und Charmy Bee in der Sonic-the-Hedgehog-Reihe.
Sie sprach auch bei späteren Folgen Sora Takenouchi für die Digimon-Adventure-Tri-Filmreihe.
O’Shaughnessey lebt mit ihrem Mann Jason Villard und ihren beiden Kindern in Los Angeles, Kalifornien.

## Filmografie

### Anime
- B-Daman CrossFire – Sumi Inaba
- Battle B-Daman – Assado
- Black Jack – Karen Aramis
- Bleach –  Hinako Shijō, Nelliel Tu Odelschwanck, Loly Aivirrne, Michiru Ogawa, Yuichi Shibata, Kyoko Haida
- Blue Exorcist – Cram School Girl C (Ep. 7); Ghost Boy (Ep. 12)
- Boruto: Naruto Next Generations – Chocho Akimichi,[4] Hanabi
- Bungo Stray Dogs – Margaret Mitchell
- Digimon Adventure – Sora Takenouchi
- Digimon Adventure 02 – Sora Takenouchi
- Digimon Data Squad – Yoshino „Yoshi“ Fujieda
- Digimon Fusion – Angie Hinomoto, Monitamon
- Dinozaurs (2000) – Kira (Ep. 16)
- Quin Zaza – Die letzten Drachenfänger – Vanabelle
- Duel Masters – Mimi Tasogare (Nur Staffel 2 & 3)
- Glitter Force – Kelsey/Glitter Sunny, Shadow Sunny (Episode 38)
- K Project – Anna Kushina, Sakura Asama[5]
- Kekkaishi – Yurina Kanda, Yomi Kasuga
- Mars Daybreak – Enora Taft
- Marvel Disk Wars: The Avengers – Wasp
- Marvel Future Avengers – F.R.I.D.A.Y., Black Mamba
- Mirage of Blaze – Saori
- Mobile Suit Gundam: The Origin – Artesia Som Deikun/Sayla Mass[6][7][8]
- Mobile Suit Gundam Unicorn – Verschiedene Stimmen
- Monster – Wim Knaup
- Otome Game no Hametsu Flag Shika Nai Akuyaku Reijō ni Tensei Shiteshimatta… – Mary Hunt[9]
- Naruto – Ino Yamanaka, Konohamaru Sarutobi, Hanabi Hyuga (Ep. 166), Kaori, Furofuki (Ep. 186)
- Nodame Cantabile – Kiyora Miki
- Overman King Gainer – Sara Kodama
- Sailor Moon – Thetis (Ep. 12, Viz dub), Mie Sayama (Ep. 52, Viz dub)
- Slayer Revolution – Pokota
- Slayers Evolution–R – Pokota
- Yuna & Stitch – Kijimuna
- Sword Art Online II – Endou, Verdandi (Ep. 17)
- Tenkai Knights – Ms. Finwick, Unterschiedliche Stimmen
- Fair, then Partly Piggy – Dizzie Lizzie
- Vampire Knight Serie – Seiren, Unterschiedliche Stimmen
- Vandread – Seiron
- Gash! – Suzy Mizuno, Robnos

### Cartoon
- Die Abenteuer von Kid Danger – Menü Tafel
- Die Avengers – Die mächtigsten Helden der Welt – Wasp,[10] Vapor, Valkyrie, Cassandra Lang
- Danny Phantom – Jazz Denton, Vid, Unterschiedliche Stimmen[11]
- Doc McStuffins, Spielzeugärztin – Pickles
- Freedom Fighters: The Ray –  Mrs. Terrill
- Hanazuki: Full of Treasures – Little Dreamer, Red Hemka, Yellow Hemka
- Important Things with Demetri Martin – Female Bystander
- Jonah Hex Motion Comics – Unterschiedliche Stimmen
- The Kids from Room 402 – Polly, Mary–Ellen, Don
- Lego Scooby-Doo! Knight Time Terror – Wanda[11]
- The Life and Times of Juniper Lee – Jody Irwin, Additional Voices
- OK K.O.! Neue Helden braucht die Welt – Tails („Let’s Meet Sonic“)[12]
- Pinkfong Wonderstar – Pinkfong, Mango-Vogel
- Random! Cartoons – Tiffany, Mom, Kit, Some Kid, Little Girl
- Tauschrausch – The Lis
- Sonic Boom – Tails[13]
- Spezialagent Oso – Jakes Mutter („Lizenz zum Aufräumen“), Jades Mutter („Im Küchendienst ihrer Cousine“), Nadias Mutter („In schlafender Mission“)
- Static Shock – Nightingale/Gail
- What’s New, Scooby-Doo? – Celia Clyde, Jingle, Galanas Freunde[14][15][16]
- Typisch Andy! – Lori Mackney (2001–2002)
- Tom und Jerry: Der Verlorene Drache – Jerry Mouse

### Filme
- Axel: The Biggest Little Hero – Jono
- Bleach – The Movie: Memories of Nobody – Ladenbesitzer
- Boruto: Naruto the Movie – Ino Yamanaka
- Cars – M.A. Brake Drumm
- Digimon Adventure 02: Diaboromon schlägt zurück – Sora Takenouchi
- Digimon Adventure – Sora Takenouchi, männliche Studentin (Segment „Vier Jahre später“)
- Digimon Adventure tri. – Sora Takenouchi, Mrs. Mochizuki, Tapirmon
- Digimon Adventure: Last Evolution Kizuna – Sora Takenouchi
- The Fixies: Top Secret – Simka und Mutter
- Horton hört ein Hu! – Angela, Unterschiedliche Stimmen
- The Last: Naruto the Movie – Hanabi Hyuga, Ino Yamanaka, Konohamaru Sarutobi[11]
- Die Monster Uni – Fay Wei
- Naruto Shippuden 3: Die Erben des Willens des Feuers – Ino Yamanaka
- The Painting – Harlequin
- Party Central – Mutter
- Patema Inverted – Unterschiedliche Stimmen
- Pinkfong und Baby-Hais Weltraumabenteuer – Pinkfong
- Pinkfong und seine Freunde: Fang den Lebkuchenmann – Pinkfong
- Pinkfong Wonderstar: Mitsingkonzert – Pinkfong
- Ponyo – Das große Abenteuer am Meer – Karen, Unterschiedliche Stimmen
- Road to Ninja: Naruto the Movie – Ino Yamanaka
- Sailor Moon: Movie 3 - Reise ins Land der Träume – Perle/Sailor Moon Super S Plus: Amis Erste Liebe – Bonnone
- Sonic the Hedgehog – Miles „Tails“ Prower[17]
- Sonic the Hedgehog 2 – Miles „Tails“ Prower
- Chihiros Reise ins Zauberland – Unterschiedliche Stimmen
- Toy Story 3 – Unterschiedliche Stimmen
- Winx Club: The Mystery of the Abyss – Omnia

### Videospiele
- Alpha Protocol – Madison Saint James
- Bleach Serie – Nelliel Tu Odelschwanck
- Digimon World Data Squad – Yoshino Fujieda, Runaway A, Runaway B
- Dirge of Cerberus: Final Fantasy VII – Nebencharaktere
- Disney Infinity 2.0: Marvel Super Heroes – Wasp
- Disney Infinity 3.0 – Unterschiedliche Stimmen
- Disney Princess: Palace Pets – Summer
- Elsword – Chung Seiker
- EverQuest II – Emissary Millia, redeemable traitor (human), Alanaramal Zaste, Freya Ora, Maida Tudors, Bartender, Innkeeper Female Good & Evil recording1 (Kerran), Raban, Yanari Cyellan, Nyla Diggs
- Fallout 4 – Sylvia Cooper
- Final Fantasy VII Remake – Unterschiedliche Stimmen
- Final Fantasy XIII – Unterschiedliche Stimmen
- Final Fantasy XIII-2 – Unterschiedliche Stimmen
- Fire Emblem Heroes – Kronya, Nagi
- Fire Emblem: Three Houses – Kronya, Monica
- Guild Wars 2 – Weiblicher Asura-Spielercharakter
- Hitman (Computerspiel, 2016) – Valerie St. Clair, Unterschiedliche Stimmen
- La Pucelle: Tactics – Alouette
- Lego Dimensions – Miles „Tails“ Prower
- Lightning Returns: Final Fantasy XIII
- Marvel Heroes – Wasp/Janet Van Dyne
- Metal Gear Solid 4: Guns of the Patriots – Soldaten
- Naruto Serie – Ino Yamanaka, Konohamaru, Tsunami, Hanabi Hyuga[11]
- Psychonauts – Nils Lutefisk und Crystal Flowers Snagrash
- Red Ninja: End of Honor – Unterschiedliche Stimmen
- Rogue Galaxy – Mark Pocacchio
- Shenmue III – Zusätzliche Besetzung
- Sonic the Hedgehog Serie – Miles „Tails“ Prower (2014 – heute), Charmy Bee (2010 – heute)
  - Boom (Videospiele) – Tails
    - Sonic Boom Feuer und Eis
    - Sonic Boom Rise of Lyric
    - Sonic Boom: Der zerbrochene Kristall
    - Sonic Dash 2
- Sonic Colours – Charmy (Nur DS Version; erwähnt als Maggie O’Connor)[18]
- Sonic Generations – Charmy (Nur Konsole/PC-Version; erwähnt als Maggie O’Connor)[19]
- Sonic Forces – Tails, Charmy, Unterschiedliche Stimmen
- Mario & Sonic bei den Olympischen Spielen Rio 2016 – Tails
- Team Sonic Racing – Tails
- Spider-Man (2002) – Frau mit fehlender Geldbörse auf dem Dach
- Spongebob und seine Freunde - Die Macht des Schleims – Jazz Fenton
- Star Wars: The Old Republic – Unterschiedliche Stimmen
- Tales of Symphonia – Genis Sage
- Valkyria Chronicles – Alicia Melchiott
- Valkyria Chronicles II – Alicia Gunther
- WildStar – Drusera, Professor Goldbough, Yuria, Cassian Female, Aurine Female
- Xenosaga Episode II: Jenseits von Gut und Böse – KOS-MOS
- Gash! – Suzy Mizuno, Robnos

### Dokumentarfilme
- Adventures in Voice Acting – Sie selbst
- I Know That Voice – Sie selbst

### Andere
- Der Prinz von Bel-Air – Helen
- The Oogieloves in the Big Balloon Adventure
- Violetta – Camila Gesang (Englische Lokalisierung der argentinischen Telenovela)